# Children’s Songs
Children’s Songs ist ein Soloalbum des Jazzpianisten Chick Corea, welches im Juli 1983 aufgenommen und im Folgejahr von ECM veröffentlicht wurde.

## Hintergrund
Children’s Songs ist eine Sammlung von zwanzig kurzen Liedern. Kompositorisch folgt sie dem Modell von Béla Bartóks Mikrokosmos (Bartók). Corea begann mit der Arbeit an dem Zyklus 1971, als er den ersten Song 1971 schrieb. Im Vorwort der Notenfassung erläuterte Corea, das er den ersten seiner Children’s Songs komponierte, „um die Einfachheit als Schönheit zu vermitteln, wie sie sich im Geist eines Kindes darstellt“.
Jedes der zwanzig Lieder eröffnet dabei eine zauberhafte neue Vignette, jedes mit einer eigenen Atmosphäre. Zugleich zieht sich Timothy Judd zufolge ein Gefühl der motivischen Einheit durch die Sammlung. Jazz und pentatonische Harmonie treffen auf lebendige Kreuzrhythmen und unregelmäßige Metren. Im Laufe des Albums wird die Musik komplexer. Anspielungen auf die Gymnopédies von Erik Satie, auf Steve Reich, das Lied Joy to the World, aber auch auf Coreas Musik würden zu einem jubelnden musikalischen Taumel verschmelzen.
Die Aufnahme des Albums fand im Tonstudio Bauer in Ludwigsburg statt; Toningenieur war Martin Wieland. Die ersten 15 Songs des Albums hat Corea auf dem Fender Rhodes gespielt, die Songs Nr. 16 bis 20 auf einem Klavier. In dem Titel „Addendum“, der erst in späteren Auflagen beigefügt wurde, sind zusätzlich die Violinistin Ida Kavafian und der Cellist Fred Sherry zu hören. Im erwähnten Vorwort stellt Corea zudem fest, dass er einzelne Stücke aus der Sammlung auch (in eigenen Orchestrierungen) in Formationen aufführte, die er in den folgenden Jahren bildete.

## Titelauflistung
1. "No.1"
2. "No.2"
3. "No.3"
4. "No.4"
5. "No.5"
6. "No.6"
7. "No.7"
8. "No.8"
9. "No.9"
10. "No.10"
11. "No.11"
12. "No.12"
13. "No.13"
14. "No.14"
15. "No.15"
16. "No.16 & 17"
17. "No.18"
18. "No.19"
19. "No.20"
20. "Addendum" – (für Violine, Cello und Klavier)

## Rezeption
Michael G. Nastos stellt in seiner Besprechung für AllMusic fest, das die von Corea geschaffenen Kinderlieder hier als Soloklavierstücke gespielt würden. Allerdings seien sie raffiniert statt simpel und niedlich, und nur wenige Pianisten seien in der Lage, dieses Programm zu spielen. Die Kompositionen zeigten aber den spielerischen, unschuldigen, weitsichtigen Aspekt unserer universellen Kindheit. Coreas unverwechselbarer Stil und seine virtuosen Techniken würden das Album prägen. Die 19 ursprünglichen Stücke umfassten 20 verschiedene Themen Coreas, kindlich im Wesen, aber reif in der Ausführung. Zusätzlich sei das „Addendum“ in einem barocken Kammertrio angesiedelt, in dem die große klassische Geigerin Ida Kavafian den Weg vorgebe und Corea mit dem Cellisten Fred Sherry ihr glückselig folgten.

## Notenausgabe
- Chick Corea: Children’s Songs. 20 Pieces for Keyboard / 20 Stücke für Klavier oder elektronisches Tasteninstrument. Edition Schott, Mainz u. a. 1984, Verlagsnr. ED 7254.